# Hoshcha
Hoshcha (ucraniano: Го́ща; polaco: Hoszcza) es un asentamiento de tipo urbano de Ucrania perteneciente al raión de Rivne en la óblast de Rivne.
En 2022, el asentamiento tenía una población de 5260 habitantes. Desde 2020 es sede de un municipio con una población total de unos veintitrés mil habitantes, que incluye 39 pueblos como pedanías.
Se ubica a orillas del río Horýn, unos 25 km al este de Rivne, sobre la carretera E40 que lleva a Zhytómyr. La carretera E40 se cruza aquí con la P77, que lleva hacia el sur a Ostroh.

## Historia
Se conoce la existencia del asentamiento en documentos desde 1152. En el siglo XVI era una ciudad con Derecho de Magdeburgo, propiedad de una rama local de la familia noble Kerdei, los Kerdei-Hostski. En la primera mitad del siglo XVII, la ciudad pasó a pertenecer a la familia noble Sołomereccy, que fundó aquí un monasterio que albergó un conocido centro de enseñanza. En 1648 fue adquirida la ciudad por Adam Kisiel, quien desde aquí intervino como mediador en la rebelión de Jmelnitski; posteriormente su viuda vendió Hoshcha a Pavló Teteria. A finales del siglo XVIII, la familia noble Lenkevych construyó aquí un notable parque. En el siglo XIX, cuando el área pertenecía al Imperio ruso, la ciudad pertenecía a la familia Walewski, que hizo destacar a la localidad como un centro de ganadería ovina y equina, con más de tres mil ovejas y trescientos caballos en sus alrededores directos.
En 1921 se integró en la Segunda República Polaca, hasta que en 1939 pasó a formar parte de la RSS de Ucrania, que desde 1940 la declaró capital distrital. En 1942, los invasores alemanes asesinaron a unos mil judíos en varios ataques en la localidad, que al principio había servido de refugio para los judíos de los pueblos de la zona pero en poco tiempo acabó convertida en un gueto. Los ataques alemanes, unidos a los combates de alemanes y soviéticos contra el Ejército Insurgente Ucraniano, dejaron la ciudad destruida, por lo que en 1959 se rebajó su estatus al de asentamiento de tipo urbano. Sin embargo, siguió siendo capital del raión de Hoshcha hasta 2020.